# ID (WEAVERのアルバム)
『ID』は、WEAVERの1作目のベスト・アルバム。2014年6月11日にA-Sketchから発売された。

## 概要
前作『Handmade』以来約1年ぶりのアルバムリリースとなり、本作が初のベスト・アルバムとなる。
代表曲、未発表曲「Hope〜果てしない旅路へ〜」を含む全16曲が収録されている。
発売形態は、初回限定盤、通常盤として発売された。初回限定盤の特典にはミュージックビデオを収録したDVDと『IDタグ』を封入。

## 収録曲

### CD
| 全作詞: 河邉徹。 |                                                                    |           |           |                  |      |
| #                | タイトル                                                           | 作詞      | 作曲      | 編曲             | 時間 |
| 1.               | 「66番目の汽車に乗って」                                           | 河邉徹    | 杉本雄治  | WEAVER、亀田誠治 | 6:00 |
| 2.               | 「トキドキセカイ」                                                 | 河邉徹    | 杉本雄治  | WEAVER           | 3:55 |
| 3.               | 「白朝夢」                                                         | 河邉徹    | 杉本雄治  | WEAVER           | 5:33 |
| 4.               | 「レイス」                                                         | 河邉徹    | 杉本雄治  | WEAVER           | 4:51 |
| 5.               | 「管制塔」                                                         | 河邉徹    | 杉本雄治  | WEAVER、亀田誠治 | 4:37 |
| 6.               | 「僕らの永遠〜何度生まれ変わっても、手を繋ぎたいだけの愛だから〜」 | 河邉徹    | 奥野翔太  | WEAVER、亀田誠治 | 5:23 |
| 7.               | 「Hard to say I love you ～言い出せなくて～」                      | 河邉徹    | 杉本雄治  | WEAVER、亀田誠治 | 4:39 |
| 8.               | 「キミノトモダチ」                                                 | 河邉徹    | 杉本雄治  | WEAVER、亀田誠治 | 5:03 |
| 9.               | 「Shine」                                                          | 河邉徹    | 杉本雄治  | WEAVER、亀田誠治 | 4:38 |
| 10.              | 「偽善者の声」                                                     | 河邉徹    | 杉本雄治  | WEAVER           | 3:15 |
| 11.              | 「Shall we dance」                                                 | 河邉徹    | 奥野翔太  | WEAVER           | 3:41 |
| 12.              | 「Free will」                                                      | 河邉徹    | 杉本雄治  | WEAVER、河野圭   | 3:58 |
| 13.              | 「Just one kiss」                                                  | 河邉徹    | 杉本雄治  | WEAVER           | 4:10 |
| 14.              | 「夢じゃないこの世界」                                             | 河邉徹    | 杉本雄治  | WEAVER、田中隼人 | 4:46 |
| 15.              | 「こっちを向いてよ」                                               | 河邉徹    | 杉本雄治  | WEAVER、田中隼人 | 5:13 |
| 16.              | 「Hope～果てしない旅路へ～」                                       | 河邉徹    | 奥野翔太  | WEAVER、亀田誠治 | 5:48 |
| 合計時間:        | 合計時間:                                                          | 合計時間: | 合計時間: | 75:30            |      |

### 初回限定盤特典映像
Music Video Clip
1. 白朝夢
2. レイス
3. トキドキセカイ
4. 2次元銀河
5. Hard to say I love you ～言い出せなくて～
6. 僕らの永遠 ～何度生まれ変わっても、手を繋ぎたいだけの愛だから～
7. 管制塔(Live ver.)
8. キミノトモダチ(Short ver.)
9. 『あ』『い』をあつめて
10. Shine
11. 笑顔の合図
12. 66番目の汽車に乗って（Live ver.）
13. 偽善者の声(Short ver.)
14. REPLAY 〜Medley of Handmade〜
15. Shall we dance
16. 夢じゃないこの世界
17. こっちを向いてよ（Original ver.）

Bonus Video Clip
1. Time Will Find A Way（WEAVER×Instinct）
2. Light　（WEAVER×Instinct）

## 楽曲解説
66番目の汽車に乗って
WEAVERを結成した初期の頃に出来た楽曲で、インディーズ時代に最初にレコーディングした楽曲。2ndシングル「笑顔の合図」のカップリング曲。
トキドキセカイ
3rd配信シングルとして発売された後、1stアルバム『Tapestry』に収録された。
白朝夢
WEAVERのメジャーデビュー曲であり、1st配信シングルとして発売された後、1stアルバム『Tapestry』に収録された。
レイス
2nd配信シングルとして発売された後、1stアルバム『Tapestry』に収録された。
管制塔
3rdアルバム『新世界創造記・後編』収録曲。テレビ朝日系『お願い!ランキング』2010年9月度エンディングテーマ。
僕らの永遠〜何度生まれ変わっても、手を繋ぎたいだけの愛だから〜
4th配信シングルとして発売された後、2ndアルバム『新世界創造記・前編』に収録された。au「LISMO!」CMソングと、映画『ラブコメ』の主題歌。
Hard to say I love you ～言い出せなくて～
1stシングル表題曲。フジテレビ系ドラマ『素直になれなくて hard to say i love you』主題歌となっており、WEAVERのサウンドプロデュースに初めて亀田誠治を起用した楽曲である。
キミノトモダチ
5th配信シングルとして発売された後、4thアルバム『ジュビレーション』に収録された。第89回全国高等学校サッカー選手権大会応援歌として書き下ろされた楽曲。
Shine
4thアルバム『ジュビレーション』収録曲。
偽善者の声
7th配信シングルとして発売された後、5thアルバム『Handmade』に収録された。日本テレビ『ワン・トゥリー・ヒル ファースト・シーズン』エンディングテーマ。
Shall we dance
5thアルバム『Handmade』収録曲。
Free will
5thアルバム『Handmade』収録曲。
Just one kiss
Handmade TOUR 2013「Piano Trio Performance」の会場限定で発売されたシングルの表題曲。
夢じゃないこの世界
3rdシングル表題曲。本楽曲で、WEAVERのサウンドプロデュースに初めて田中隼人が参加した。TBS系『ひるおび!』6月度エンディングテーマ。
こっちを向いてよ
4thシングル表題曲。スールキートス配給映画『百瀬、こっちを向いて。』主題歌。
Hope～果てしない旅路へ～
本作で初音源化となった新曲。

## 演奏
- 杉本雄治：Vocal, Piano, Keyboards
- 奥野翔太：Bass, Backing Vocal
- 河邉徹：Drums, Backing Vocal
- 田中隼人：Additional Keyboards & All Other Instruments, Strings Arrangement (#14.15)
- 豊田泰孝：Manipulation (#1.5-9.16)
- 亀田誠治
  - Strings Arrangement (#6.8.9.16)
  - Brass Arrangement (#16)
- 河野圭：Strings Arrangement (#12)
- 金原千恵子ストリングス：Strings (#6.8.9.16)
- 雨宮麻未子ストリングス：Strings (#12.14.15)
- 西村浩二：Trumpet (#16)
- 山本拓夫：Tenor Sax (#16)
- 村田陽一：Trombone (#16)